# Pris vare Gud! Allena han
Pris vare Gud! Allena han är en psalm av Johan Alfred Eklund från 1914. 
Melodin är en gammal tonsättning av Burkhard Waldis från 1553 som enligt Koralbok för Nya psalmer, 1921 är samma melodi som till psalmen Säll du som dig åt Gud betror (1937 nr 309) och i 1986 års psalmbok psalmen Jag är det trädet i din gård (nr 516).
Eklunds texter blir fria för publicering 2015.

## Publicerad som
- Nr 591 i Nya psalmer 1921, tillägget till 1819 års psalmbok under rubriken "Det Kristliga Troslivet: Troslivet hos den enskilda människan: Trons glädje och förtröstan".
- Nr 329 i 1937 års psalmbok under rubriken "Trons glädje och förtröstan".
- Nr 257 i den ekumeniska delen av den svenska psalmboken (dvs psalm 1-325 i Den svenska psalmboken 1986, Cecilia 1986, Psalmer och Sånger 1987, Segertoner 1988 och Frälsningsarméns sångbok 1990) under rubriken "Glädje - tacksamhet".
- Nr 794 i Lova Herren 1988 under rubriken "Land och folk".